# Ildefonso Fernández y Sánchez
Ildefonso Fernández y Sánchez (Talavera de la Reina, Toledo, 5 de junio de 1843-Ciudad Real, 5 de agosto de 1913), pedagogo, periodista, historiador y biógrafo español.

## Vida
Profesor en el Colegio de San Ildefonso de Madrid desde 1880, en 1882 participó en el Congreso Nacional Pedagógico, donde declaró contra los krausistas de la ILE que "a leer no se aprende contemplando auroras boreales". En ese mismo año escribió en El Eco Talaverano. Presidió la Asociación General del Profesorado de Primera Enseñanza en 1885 y dirigió en Madrid el semanario La Educación (1882-1897), periódico profesional del magisterio primario donde se defendía la educación religiosa, pero por maestros, no por sacerdotes, y también La Reforma, donde abogó por la nivelación de los sueldos entre los maestros; hay colaboraciones suyas en La Escuela Moderna (1909), como por ejemplo una "Historia de la educación". Publicó, entre otras obras, el Año biográfico español, del que salió al menos el número de 1899, diversas obras de divulgación histórica piadosa y una importante Historia de la muy noble y muy leal ciudad de Talavera de la Reina (1898). El 30 de abril de 1892 descubrió hipotéticamente los huesos de la madre de Enrique II, Leonor de Guzmán, en la Colegiata de Talavera.

## Obras
- Memoria leída por Ildefonso Fernández y Sánchez, profesor de la escuela pública del establecimiento, en el acto solemne de inaugurarse el colegio restaurado bajo la presidencia del Excmo. Ayuntamiento de Madrid el 17 de marzo de 1880, siendo Comisario el Excmo. Sr. D. Basilio de Chavarri, Madrid, [s.n.], 1880 (Imprenta y Litografía Municipal).
- Anuario del maestro de primera enseñanza, 1881.
- Historia de la Muy Noble y Leal Ciudad de Talavera de la Reina. Talavera de la Reina: Imp. Luis Rubalcaba, 1898. Hay facsímiles de la Imprenta Ebora, 1983 y de Gráficas del Tajo, 1992.
- El divino maestro. Cuadros de la vida de Jesús extractados del Evangelio. Ilustr. de Murillo, Rubens, Plasencia, Van-Dick. Barcelona: Antonio J. Bastinos, 1899.
- Año biográfico español: hechos, caracteres y producciones de 365 patricios, de uno y otro sexo, que han dejado huella en nuestra historia patria. Barcelona: Antonio J. Bastinos, 1899.
- Glorias Nacionales. Vidas de españoles y españolas célebres. Libro de lectura, en prosa y verso, destinado a las Escuelas de Niños y de Niñas, Barcelona, Librería de Antonio J. Bastinos Editor, 1899 y Glorias nacionales. Vidas de españoles y españolas ilustres. 2ª edición refundida y aumentada con biografías contemporáneas por el editor Barcelona, Antonio J. Bastinos, 1910. Hay una 3.º ed. de Madrid: Editorial Hernando, 1925.
- Vida de San Isidro Labrador y de su esposa Santa María de la Cabeza. Historia de los recuerdos que de estos Santos existen en la capital de España, sus templos, capillas y ermitas, estado actual de sus restos corpóreos, reseña de sus traslaciones y procesiones, visitas reales, etc. Madrid, José Góngora Álvarez, 1896.
- Con Andrés Marín Pérez, Guía histórica y descriptiva del monasterio e San Lorenzo de El Escorial, Madrid: Imprenta y Litografía del Hospicio, 1899, 2.º ed.